# Camp Papago Park
Camp Papago Park war ein Gefangenenlager für deutsche Kriegsgefangene des Zweiten Weltkrieges in Scottsdale am Stadtrand von Phoenix in Arizona. Es existierte vom 16. September 1943 bis zum 8. April 1946 und beherbergte bis zu 3100 Kriegsgefangene, mehrheitlich aus U-Booten und Schiffen der Kriegsmarine. In der US-amerikanischen Öffentlichkeit erlangte das Lager Aufmerksamkeit durch den „Fememord“ an einem Informanten der US-Behörden, dem Gefangenen Werner Drechsler, insbesondere aber durch mehrere Ausbruchsversuche, wobei 25 Gefangene, überwiegend Offiziere, bei einem Ausbruch am 23. Dezember 1944 zeitweilig entkamen.

## Geographische Lage in Scottsdale
Camp Papago Park, das wie alle Gefangenenlager der USA für die dauerhafte Unterbringung Kriegsgefangener von der United States Army verwaltet wurde, befand sich zwischen den heutigen Straßen McDowell Road und Thomas Road sowie Crosscut Canal und Barnes Butte, während die heutige 64th Street durch das ehemalige Lager verläuft. Heute sind Teile des Geländes mit Wohnhäusern überbaut. Ein anderer Teil dient noch heute als Militärgelände der Arizona Army National Guard, während größere Teile heute einen Teil des Stadtparks Papago Park bilden.

## Bau und Eröffnung des Lagers
Camp Papago Park wurde zunächst für die Unterbringung von US-Soldaten errichtet, die in Arizona für den Wüstenkrieg trainiert wurden. Während die Anzahl der im Seekrieg gefangen genommenen Soldaten der Achsenmächte überschaubar war, nahm die Anzahl der Kriegsgefangenen im Verlauf der Kämpfe in Nordafrika, insbesondere aber durch die Kapitulation der Italiener und des Deutschen Afrikakorps in Tunis im Mai 1943 rapide zu. So wurde das Lager 1943 in ein Kriegsgefangenenlager umgebaut und mit Colonel Allen H. Means – Veteran des Ersten Weltkrieges, vormaliger Geologe und Gefängnisdirektor – als erstem Lagerkommandanten am 16. September 1943 eröffnet. Die ersten Gefangenen kamen aus der in Nordafrika besiegten italienischen Armee.
Im Januar 1944 legte das US-amerikanische Kriegsministerium Camp Papago Park als Gefangenenlager für deutsche U-Boot-Fahrer fest und befahl, alle U-Boot-Gefangenen in dieses Lager zu verlegen. Bis dahin waren die meisten Gefangenen aus U-Booten in einem Lager in Stringtown (Oklahoma) untergebracht. So trafen im Januar 1944 die ersten deutschen Gefangenen in Camp Papago Park ein, während die Italiener von hier weg in Lager in Kalifornien verlegt wurden. Am 3. März 1944 bestimmte das US-amerikanische Kriegsministerium Camp Papago Park als Gefangenenlager für sämtliche deutschen Kriegsgefangenen aus der Kriegsmarine.

## Ausstattung
Camp Papago Park hatte ein Krankenhaus, das zwei Ärzte der US Army und neun deutsche Ärzte sowie drei US-amerikanische Zahnärzte und einen deutschen Zahnarzt beschäftigte, die sich sowohl um die amerikanische Beschäftigten als auch die Gefangenen kümmerten. In Camp Papago Park gab es katholische und evangelische Gottesdienste, die allerdings wenig besucht wurden – angeblich wegen des hohen Anteils nationalsozialistisch erzogener und damit kirchenferner Insassen. Die Bibliothek von Camp Papago Park umfasste 1600 deutsche Romane, 600 deutsche Sachbücher, 400 englische Romane und 350 englische Sachbücher. Die Bücher stammten großenteils aus Spenden. Das Lager hatte auch ein Kino, an dem sonntags und auch an einigen anderen Tagen Filme gezeigt wurden – in der Regel US-amerikanische Propagandafilme in deutscher Sprache.

## Lageralltag
Der Tages eines Gefangenen in Camp Papago Park begann mit Wecken um 5.30 Uhr und anschließendem Morgenappell, Frühstück um 6.00 Uhr und Arbeit ab 7.30 Uhr. Allerdings gab es in diesem Lager viele als potentiell gefährlich eingeschätzte Gefangene, die von der Arbeit ausgeschlossen waren und in ihre Quartiere zurückmarschierten. Alle Gefangenen mussten um 17.00 Uhr zurück in ihren Baracken sein. Der Morgenappell fiel an Sonntagen zeitweise weg, so dass die Gefangenen länger schlafen konnten, aber auch Fluchtversuche erleichtert wurden.
Jeder Gefangene erhielt einen kurzen militärischen Haarschnitt sowie Hosen und Hemden mit der sehr großen Aufschrift „PW“ (Prisoner of War). Im Sommer liefen die Gefangenen jedoch oft in kurzen Hosen ohne Oberbekleidung umher.
Jeder Gefangene erhielt Gutscheine über 10 Cent pro Tag, mit denen er Artikel für Körperpflege oder Zigaretten erwerben konnte.
Vertrauenswürdige deutsche Kriegsgefangene konnten sich zur Arbeit in den Kantinen, Wäschereien oder Autogaragen melden und so zusätzlich 80 Cent pro Tag verdienen. Darüber hinaus wurden Gefangene bei der Ernte von Baumwolle oder Gemüse, beim Heumachen oder beim Graben oder Reinigen von Bewässerungskanälen eingesetzt.

## Machtstrukturen unter den deutschen Kriegsgefangenen
Lagersprecher der deutschen Kriegsgefangenen wurde der Kapitän zur See Jürgen Wattenberg (1900–1995) aus U 162, der als durch und durch überzeugter Anhänger des Nationalsozialismus und der Regierung Adolf Hitlers über seine Anhänger unter den Offizieren und Mannschaften erheblichen Einfluss auf die Gefangenen ausübte. Wie in allen Gefangenenlagern üblich, waren die gefangenen Offiziere und Mannschaften strikt voneinander getrennt untergebracht, doch gelang es Offizieren und Mannschaften, über versteckte Zettel, das Werfen von Flaschen mit Zettelbotschaften oder auch durch Lichtzeichen mit Spiegeln miteinander zu kommunizieren. Über diese Strukturen wurden auch Gefangene eingeschüchtert, die nicht voll hinter dem Nationalsozialismus standen. Der Lagersprecher Wattenberg lehnte jegliche Zusammenarbeit mit den US-Amerikanern ab und betrachtete insbesondere Tätigkeiten wie Arbeit in der nach seiner Ansicht kriegswichtigen Baumwollproduktion als Hochverrat. Es gelang ihm, auf die Mitgefangenen derart Druck auszuüben, dass sich in Camp Papago Park nur vergleichsweise wenige Gefangene – etwa 700 von 3100 – freiwillig für die Arbeit meldeten.
Kurzzeitig löste Kapitänleutnant Hellmut Rathke von U 352 Wattenberg als Lagersprecher ab. Dieser erreichte allerdings mit Drohungen und dem Vorwurf, Rathke sei Antifaschist, dass letzterer einen Hungerstreik begann, um aus dem Lager heraus und von Wattenberg weg zu kommen.
Von den U-Boot-Gefangenen, die nun in Camp Papago Park konzentriert wurden, waren die meisten mindestens bis Kriegsende loyal zum Hitlerregime. Zahlreiche dieser Gefangenen zeigten offen ihre Loyalität zu Hitler – so wurde beispielsweise aus einem Transport-LKW am 7. Februar 1945 eine selbstgemachte Hakenkreuzflagge gehängt.

## Fememord an Werner Drechsler
Am 12. März 1944, als noch der erste Lagerkommandant Colonel Allen H. Means dieses Amt innehatte, wurde Werner Drechsler aus U 118, der in anderen Lagern für die US-Behörden durch Befragungen Mitgefangener Informationen über U-Boote gesammelt hatte, von sieben Mitgefangenen aus anderen U-Booten am Tag seiner Ankunft in Camp Papago Park gelyncht. In den folgenden Wochen wurden die sieben Täter in teilweise brutal geführten Verhören rasch ermittelt. Einer von ihnen wurde durch eine Bisswunde an einer Hand, die ihm Drechsler infolge seiner heftigen Gegenwehr zugefügt hatte, schnell erkannt. Am 16. August 1944 wurden alle sieben Täter zum Tode verurteilt und am 25. August 1945 in Fort Leavenworth gehängt. Die Tat wurde später auch als „Fememord“ bezeichnet.
Drechsler war der einzige Gefangene, der in Camp Papago Park ermordet wurde, doch waren andere von Prügel oder Bedrohungen betroffen, darunter auch Offiziere wie der Leutnant zur See Hermann Ritter (1891–1968) vom Wetterbeobachtungsschiff 1 Hermann und der Kapitänleutnant Hellmut Rathke von U 325.

## Neue Lagerleitungen nach dem Fememord
Nach dem Fiasko des „Fememords“ an Drechsler wurde im März 1944 Colonel Allen Means durch Colonel George Barber als Lagerkommandant ersetzt, der schärfer gegen den als Unruhestifter eingeschätzten Wattenberg vorging und diesen nun von den anderen Gefangenen isolierte. Unter ihm wurde ein strengeres Regime mit regelmäßigen Appellen auch durchgehend Sonntag früh durchgesetzt.
Am 1. August ging das Kommando auf Colonel William A. Holden über, ebenfalls Veteran des Ersten Weltkrieges, zudem aber bereits mit Erfahrung in der Errichtung von Gefangenenlagern. Er versuchte von allen Lagerleitern am konsequentesten, überzeugte Anhänger des Hitlerregimes von anderen Gefangene zu trennen. Holden, der als Offizier zuvor am meisten mit den einfachen amerikanischen Soldaten zu tun gehabt hatte, zahlte die deutschen Gefangenen im Lagerorchester und Theater aus, obwohl er damit gegen Bestimmungen der US Army verstieß. Unter seiner Leitung wurden die Morgenappelle an Sonntagen und Feiertagen abgeschafft. Holden litt allerdings unter Herzproblemen und konnte deshalb auch nicht an den Sitzungen des Kriegsgerichts gegen die Mörder Werner Drechslers teilnehmen. So übernahm am 11. Februar 1945 der hoch dekorierte Colonel Verne Augstin das Kommando über das Lager. Unter seiner Leitung wurde das Lager nach dem Krieg aufgelöst.

## Ausbruchsversuche von Kriegsgefangenen
Einen ersten Ausbruchsversuch durch gefangene Offiziere aus Camp Papago Park gab es bereits kurz nach deren Ankunft im Winter Anfang 1944, noch vor dem berüchtigten Fememord an Drechsler. Am 12. Februar 1944 gelang es fünf U-Boot-Kommandanten – die vier Kapitänleutnants August Maus, Friedrich Guggenberger, Hermann Kottmann, Jürgen Quaet-Faslem und der Oberleutnant zur See Hans Johannsen –, versteckt in einem von Gefangenen zur Arbeitsstelle gefahrenen Lastwagen durch das Haupttor des Lagers zu entkommen. August Maus und Friedrich Guggenberger wurden bereits in Tucson bei einer Polizeikontrolle wieder eingefangen. Die Lagerleitung erfuhr von der Flucht erst durch den Anruf der Polizisten. Die anderen drei entkamen zunächst über die Staatsgrenze nach Mexiko, das sie für ein neutrales Land hielten, da sie von dessen Kriegseintritt auf der Seite der Alliierten (am 22. Mai 1942 nach der Versenkung zweier mexikanischer Tanker durch deutsche U-Boote) nicht erfahren hatten. Im falschen Glauben, sie könnten nun nach Deutschland zurückkehren, wurden sie von der mexikanischen Bundespolizei (Federales) festgenommen und an die US Army ausgeliefert, so dass sie bald darauf wieder in Camp Papago Park einsaßen.

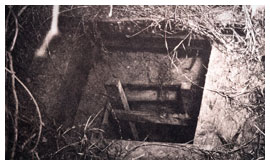
Eingang zum Fluchttunnel

Der umfangreichste und auch erfolgreichste Ausbruchsversuch (Great Papago Escape) wurde maßgeblich vom Lagersprecher Jürgen Wattenberg geplant. Der Wegfall der Morgenappelle an Sonntagen und Feiertagen unter Colonel William A. Holden erleichterte Fluchtversuche. Gegraben wurde ein Tunnel durch verwitterten Granit unter dem Lager, von dem die Lagerleitung in keiner Weise annahm, dass ein solcher Tunnel überhaupt gegraben werden könne. Als Ausgangspunkt des Tunnels wurde eine kleine Baracke gewählt, die zum Duschen diente. Wattenberg teilte der Lagerleitung mit, die Offiziere wollten ein Faustball-Feld anlegen und benötigten hierfür Schaufeln und anderes Werkzeug. Ohne Probleme erhielten sie dieses Werkzeug, gruben den Tunnel und verteilten die anfallende Erde auf dem Faustball-Feld. Die Grabungsarbeiten begannen im September 1944 und wurden in drei Nachtschichten zu je drei Mann durchgeführt. Am 20. Dezember war der 54 m lange Tunnel samt 1,8 m tiefem Eingangsschacht fertig. Zudem waren Bauteile für ein Faltboot vorbereitet, um den nahen Salt River flussabwärts zu fahren. Die Materialien dafür waren für die angebliche Abdichtung der Duschräume besorgt worden. Darüber hinaus waren die Flüchtenden mit ziviler Kleidung, gefälschten Ausweisen und Kontaktadressen in Mexiko versorgt. August Maus, der am Bein schwer verletzt war, konnte an diesem Ausbruchsversuch nicht teilnehmen, doch half er beim Graben des Tunnels.
Am 23. Dezember 1944 gelang es 25 Kriegsgefangenen, neben Jürgen Wattenberg unter anderen erneut Friedrich Guggenberger und Jürgen Quaet-Faslem sowie Hans-Werner Kraus, durch den Tunnel unbemerkt ins Freie zu gelangen. Die Flucht begann um 21 Uhr in Zweier- und Dreiergruppen und war am 24. Dezember 1944 um 2.30 Uhr abgeschlossen. Am Salt River zeigte sich jedoch, dass das Faltboot nach einigen Kilometern nutzlos war, denn der Fluss führte fast kein Wasser. Da der 24. Dezember ein Sonntag war und kein Morgenappell stattfand, fiel das Fehlen der Ausgebrochenen erst im Laufe des Tages auf. Es wurde nun eine umfassende Suche eingeleitet. Die meisten Flüchtigen kamen nicht weit und wurden nach wenigen Tagen gefasst. Guggenberger und Kraus wurden erst nach zwei Wochen rund sechs Kilometer vor der mexikanischen Grenze von den amerikanischen Behörden gestellt. Wattenberg, der schon Erfahrung bei einer Flucht aus Gefangenschaft in Argentinien zurück nach Deutschland im April 1940 gesammelt hatte, konnte sich am längsten den US-Behörden entziehen. Er hatte zwei seiner Crew-Mitglieder von U 162 bei sich und floh statt nach Süden in Richtung Norden. Einer seiner Begleiter schmuggelte sich im Austausch für außerhalb des Lagers arbeitende Kameraden mehrmals ins Lager und versorgte das Grüppchen mit Nahrung, wurde aber schließlich entdeckt und festgenommen. Wattenberg wurde als letzter Flüchtender am 28. Januar 1945 festgenommen und kam nach Camp Papago Park zurück.